# Geri's Game
Geri's Game is een animatiefilm uit 1997 die de Oscar voor de beste korte animatiefilm won. De film werd geproduceerd door Pixar Animation Studios. De film duurde 3 minuten.

## Verhaal
De film speelt zich af in de herfst in een leeg park. Geri -een oude grijze man in pak - speelt tegen zichzelf schaak door beurtelings op de plaats van de "aanvaller" en "verdediger" te gaan zitten en hij zijn bril op en af zet. Hij doet alsof hij tegen een ander persoon speelt, te merken aan zijn Ik heb je! reacties, na het verzetten van een stuk. Als het spel vordert, springt Geri zo snel van de ene naar de andere plek dat het lijkt alsof er twee mensen aan het spelen zijn. Als de brilloze Geri op de rand van een overwinning blijkt te staan, heeft de brildragende Geri slechts zijn koning. De brildragende Geri leidt de brilloze Geri af door te doen alsof hij een hartaanval heeft. Maar ondertussen draait de brildragende Geri het bord rond terwijl de brilloze Geri onder tafel kijkt. De brildragende Geri wint hierdoor. Als beloning geeft de brilloze Geri zijn valse tanden. De camera trekt zich terug en het publiek ziet dat er slechts één Geri is.

## Prijzen/Nominaties
- 1998-Academy Awards, USA-Beste korte film, animatiefilms
- 1998-Anima Mundi Animatie Festival-Beste Film 2x
- 1998-Annecy Internationaal Animatie Film Festival-Jan Pinkava
- 1998-Annie Awards- Opmerkelijke Voltooiing bij een geanimeerde korte film
- 1998-Filmfestival van Florida - Beste korte film
- 1998-World Animation Celebration-Beste 3-D CGI door een professional Jan Pinkava
- 1998-Zagreb World Festival of Animated Films-Favoriet op internet
- 1997-Oscar voor beste korte animatie film.